# Sandrapsocus clarki
Sandrapsocus clarki är en insektsart som beskrevs av Courtenay N. Smithers 1999. Sandrapsocus clarki ingår i släktet Sandrapsocus och familjen fransgaffelstövsländor. Inga underarter finns listade i Catalogue of Life.